# Željko Perušić
Željko Perušić (ur. 22 marca 1936 w Dugiej Resie, zm. 28 września 2017 w St. Gallen) – chorwacki i jugosłowiański piłkarz grający podczas kariery na pozycji pomocnika.

## Kariera klubowa
Željko Perušić piłkarską karierę rozpoczął w klubie Dinamo Zagrzeb w 1958. Z Dinamem trzykrotnie zdobył Puchar Jugosławii w 1960, 1963 i 1965. W 1965 wyjechał do RFN, gdzie został zawodnikiem TSV 1860 Monachium. W debiutanckim sezonie zdobył z TSV jedyne w jego historii mistrzostwo RFN. W kolejnym zdobył z TSV wicemistrzostwo RFN. Pobyt w Monachium zakończył spadkiem TSV z Bundesligi w 1970. Ogółem w Bundeslidze rozegrał 138 meczów, których zdobył bramkę. W 1970 przeniósł się do szwajcarskiego FC Sankt Gallen, w którym pełnił rolę grającego trenera. Karierę piłkarską Perušić zakończył w 1973.
| Sezon   | Klub               | Kraj       | Rozgrywki      | Mecze | Bramki |
| ------- | ------------------ | ---------- | -------------- | ----- | ------ |
| 1958/59 | Dinamo Zagrzeb     | Jugosławia | Prva liga      | 16    | 2      |
| 1959/60 | Dinamo Zagrzeb     | Jugosławia | Prva liga      | 21    | 4      |
| 1960/61 | Dinamo Zagrzeb     | Jugosławia | Prva liga      | 22    | 0      |
| 1961/62 | Dinamo Zagrzeb     | Jugosławia | Prva liga      | 21    | 0      |
| 1962/63 | Dinamo Zagrzeb     | Jugosławia | Prva liga      | 25    | 1      |
| 1963/64 | Dinamo Zagrzeb     | Jugosławia | Prva liga      | 20    | 2      |
| 1964/65 | Dinamo Zagrzeb     | Jugosławia | Prva liga      | 0     | 0      |
| 1965/66 | TSV 1860 Monachium | Niemcy     | Bundesliga     | 34    | 0      |
| 1966/67 | TSV 1860 Monachium | Niemcy     | Bundesliga     | 32    | 0      |
| 1967/68 | TSV 1860 Monachium | Niemcy     | Bundesliga     | 34    | 1      |
| 1968/69 | TSV 1860 Monachium | Niemcy     | Bundesliga     | 21    | 0      |
| 1969/70 | TSV 1860 Monachium | Niemcy     | Bundesliga     | 17    | 0      |
| 1970/71 | FC Sankt Gallen    | Szwajcaria | Nationalliga A | 26    | 0      |
| 1971/72 | FC Sankt Gallen    | Szwajcaria | Nationalliga A | 26    | 1      |
| 1972/73 | FC Sankt Gallen    | Szwajcaria | Nationalliga A | 26    | 0      |

## Kariera reprezentacyjna
W reprezentacji Jugosławii Perušić zadebiutował 15 listopada 1959 w wygranym 4-0 meczu eliminacji Olimpijskich z Grecją. W 1960 zdobył wicemistrzostwo Europy. Na turnieju w finałowym we Francji wystąpił w obu meczach: z Francją i finałowym z ZSRR.
W tym samym roku zdobył złoty medal olimpijski na Igrzyskach w Rzymie. Na turnieju we Włoszech wystąpił w pięciu meczach z Egiptem, Turcją, Bułgarią, Włochami i Danią. Ostatni raz w reprezentacji wystąpił 18 marca 1964 w wygranym 1-0 towarzyskim meczu z Bułgarią. Ogółem w barwach plavich wystąpił w 27 meczach.
| Mecze i gole w reprezentacji | Mecze i gole w reprezentacji | Mecze i gole w reprezentacji | Mecze i gole w reprezentacji | Mecze i gole w reprezentacji | Mecze i gole w reprezentacji | Mecze i gole w reprezentacji |
| #                            | Data                         | Miasto                       | Przeciwnik                   | Gol                          | Wynik                        | Rozgrywki                    |
| ---------------------------- | ---------------------------- | ---------------------------- | ---------------------------- | ---------------------------- | ---------------------------- | ---------------------------- |
| 1.                           | 15.11.1959                   | Belgrad                      | Grecja                       |                              | 4:0                          | el. IO                       |
| 2.                           | 20.12.1959                   | Hannover                     | RFN                          |                              | 1:1                          | towarzyski                   |
| 3.                           | 10.04.1960                   | Belgrad                      | Izrael                       |                              | 1:2                          | el. IO                       |
| 4.                           | 24.04.1960                   | Ateny                        | Grecja                       |                              | 5:0                          | el. IO                       |
| 5.                           | 08.05.1960                   | Lizbona                      | Portugalia                   |                              | 1:2                          | el. ME                       |
| 6.                           | 11.05.1960                   | Londyn                       | Anglia                       |                              | 3:3                          | towarzyski                   |
| 7.                           | 22.05.1960                   | Belgrad                      | Portugalia                   |                              | 5:1                          | el. ME                       |
| 8.                           | 06.07.1960                   | Paryż                        | Francja                      |                              | 5:4                          | Euro 60                      |
| 9.                           | 10.07.1960                   | Paryż                        | ZSRR                         |                              | 1:2                          | Euro 60                      |
| 10.                          | 26.08.1960                   | Pescara                      | Egipt                        |                              | 6:1                          | IO 1960                      |
| 11.                          | 29.08.1960                   | Florencja                    | Turcja                       |                              | 4:0                          | IO 1960                      |
| 12.                          | 01.09.1960                   | Rzym                         | Bułgaria                     |                              | 3:3                          | IO 1960                      |
| 13.                          | 05.09.1960                   | Neapol                       | Włochy                       |                              | 1:1                          | IO 1960                      |
| 14.                          | 10.09.1960                   | Rzym                         | Dania                        |                              | 3:1                          | IO 1960                      |
| 15.                          | 09.10.1960                   | Budapeszt                    | Węgry                        |                              | 3:3                          | towarzyski                   |
| 16.                          | 07.05.1961                   | Belgrad                      | Węgry                        |                              | 3:3                          | towarzyski                   |
| 17.                          | 04.06.1961                   | Belgrad                      | Polska                       |                              | 2:1                          | el. MŚ                       |
| 18.                          | 18.06.1961                   | Belgrad                      | Maroko                       |                              | 3:2                          | towarzyski                   |
| 19.                          | 25.06.1961                   | Chorzów                      | Polska                       |                              | 1:1                          | el. MŚ                       |
| 20.                          | 14.10.1962                   | Budapeszt                    | Węgry                        |                              | 1:0                          | towarzyski                   |
| 21.                          | 04.11.1962                   | Belgrad                      | Belgia                       |                              | 3:2                          | el. ME                       |
| 22.                          | 31.03.1963                   | Bruksela                     | Belgia                       |                              | 1:0                          | el. ME                       |
| 23.                          | 19.06.1963                   | Belgrad                      | Szwecja                      |                              | 0:0                          | el. ME                       |
| 24.                          | 18.09.1963                   | Malmö                        | Szwecja                      |                              | 2:3                          | el. ME                       |
| 25.                          | 06.10.1963                   | Belgrad                      | Węgry                        |                              | 2:0                          | towarzyski                   |
| 26.                          | 03.11.1963                   | Zagrzeb                      | Czechosłowacja               |                              | 2:0                          | towarzyski                   |
| 27.                          | 18.03.1964                   | Sofia                        | Bułgaria                     |                              | 1:0                          | towarzyski                   |

## Kariera trenerska
Obok prowadzenia Sankt Gallen Perušić trenował również FC Vaduz i SC Brühl.